# Palacio Salvo
El palacio Salvo es un rascacielos histórico de Montevideo, la capital de Uruguay. Fue edificado al impulso de los hermanos empresarios Ángel, José y Lorenzo Salvo, diseñado por el arquitecto italiano Mario Palanti e inaugurado el 12 de octubre de 1928. Con sus 105 metros y 31 plantas, fue el edificio más alto de Latinoamérica en el momento de su construcción. Actualmente continúa siendo uno de los edificios más altos de la ciudad. Es Monumento Histórico Nacional desde 1996.

## Características

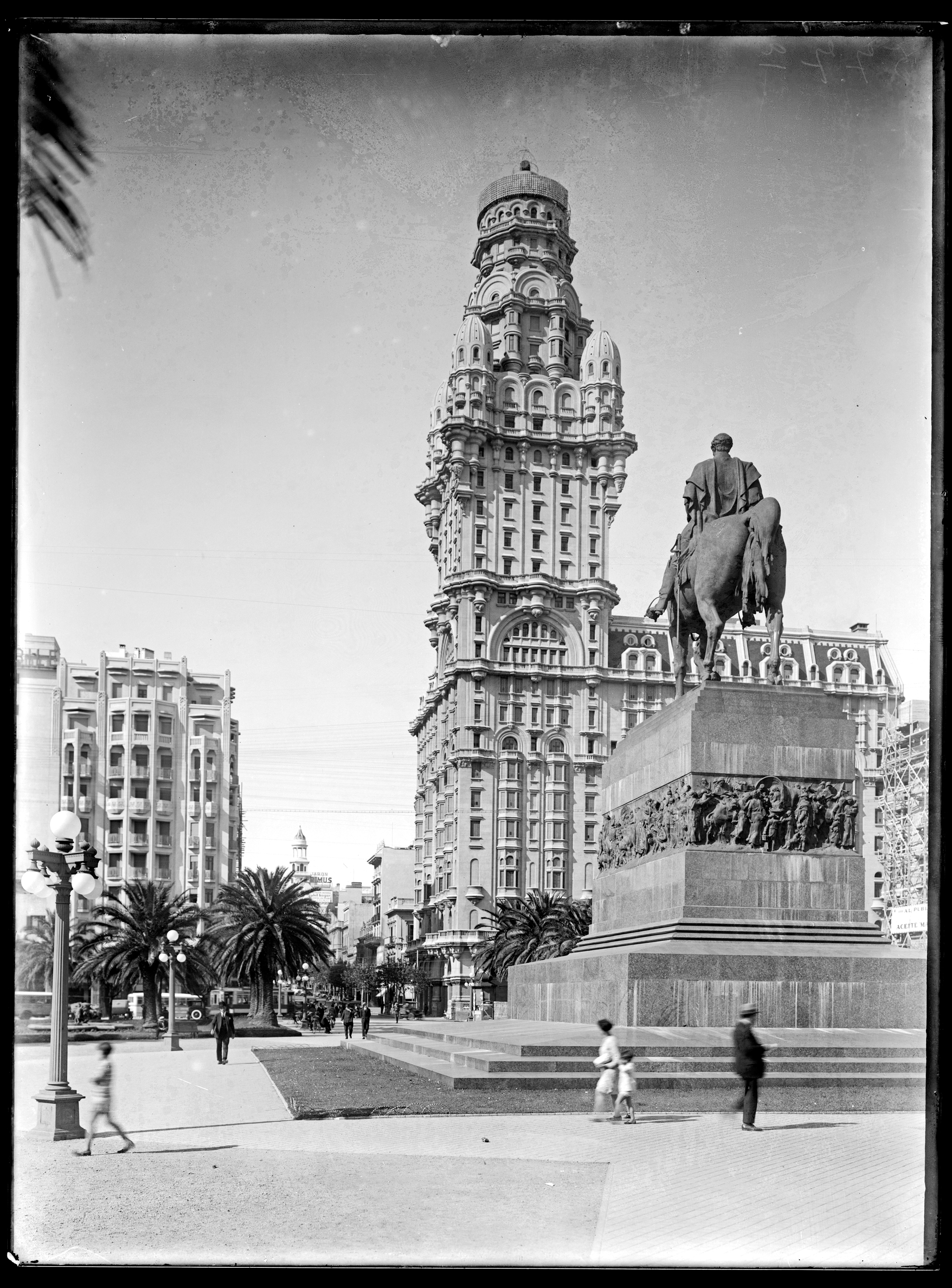
El palacio en 1929.

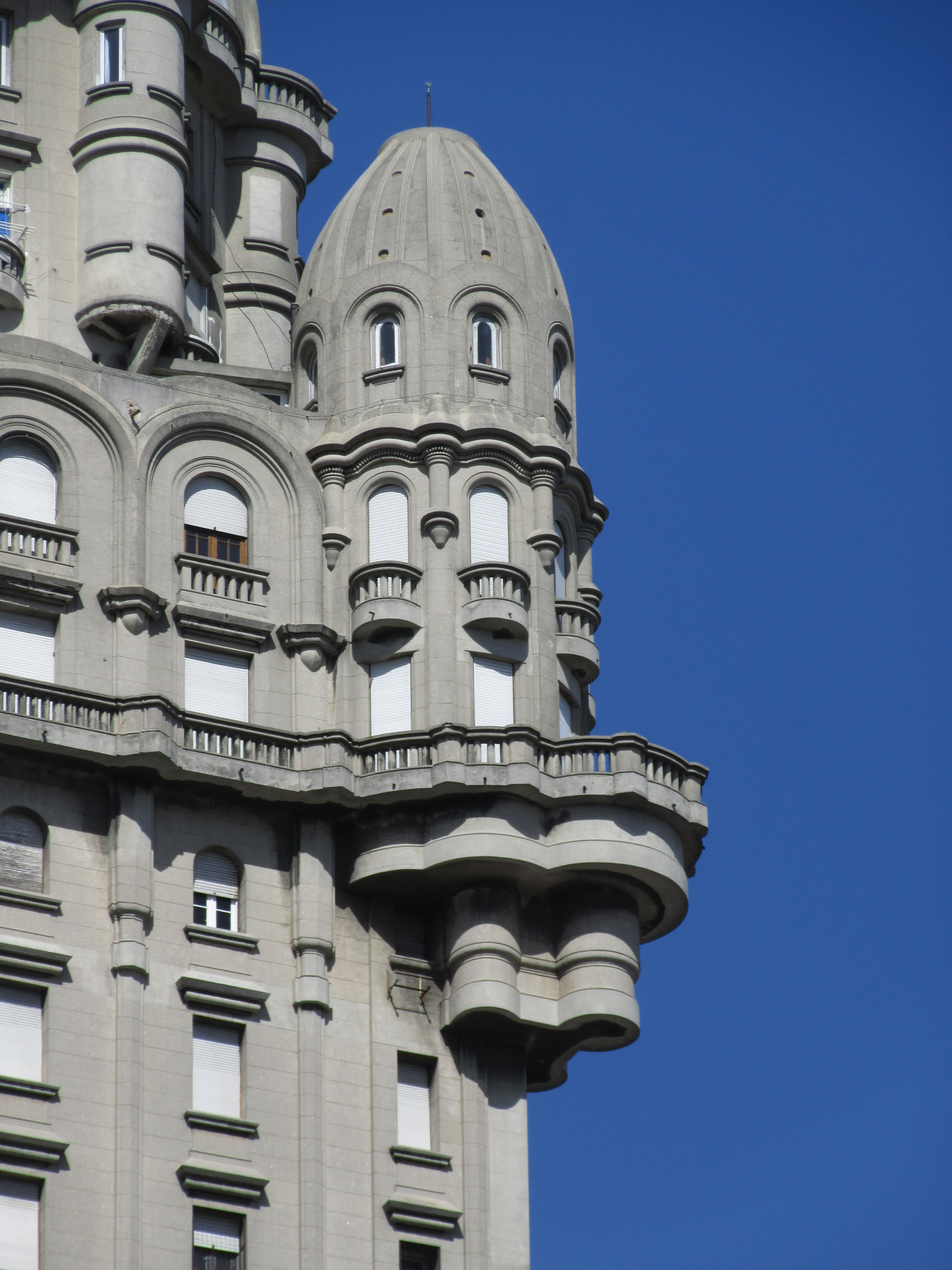
Detalle de unos balcones, año 2016.

Se ubica en la esquina de la avenida 18 de Julio y plaza Independencia. Está emplazado en donde antes estuvo la confitería La Giralda, donde se tocó por primera vez La Cumparsita de Gerardo Matos Rodríguez.
Actualmente en el sitio histórico donde se tocó La Cumparsita por primera vez funciona el Museo del Tango de Montevideo.
De estilo ecléctico, que combina referencias renacentistas con reminiscencias góticas, toques neoclásicos y modernos del art déco y art nouveau, su silueta característica se ha convertido en un emblema de la ciudad y recordatorio de los años de prosperidad de las primeras décadas del siglo XX. 
En el subsuelo, hoy ocupado por un garaje, hubo un teatro donde actuaron Joséphine Baker, los Lecuona Cuban Boys y Jorge Negrete, entre muchos otros. Es uno de los principales polos de atracción turística de Montevideo.
Cuenta con un subsuelo, planta baja, entrepiso, diez pisos altos completos y catorce pisos de torre, alberga 370 unidades habitacionales. Fue construido para funcionar como edificio de oficinas con un sector destinado a hotel y la planta baja dedicada a locales comerciales, con un pasaje que conecta la plaza Independencia con la calle Andes (desde 2024, calle José Germán Araújo). 
Actualmente cuenta con comercios en la planta baja, y los pisos superiores están dedicados a viviendas y oficinas. Gran parte de los elementos ornamentales ubicados en las esquinas fueron retirados, debido a los sucesivos desprendimientos sobre la vía pública.
En 1968 se instaló en el punto más alto una antena con la que transmitía el Canal 4. La misma se mantuvo en su sitio hasta el 14 de noviembre de 2012 cuando fue eliminada porque estaba oxidada, era insegura y vibraba cuando había mucho viento, lo que producía que se resquebrajara el techo, permitiendo la filtración de agua. 
Existía incluso riesgo de desprendimiento de piezas de metal y parte de la mampostería. En 2013 Canal 4 prometió quitar el soporte metálico de la antena, que por su emplazamiento además impedía el acceso al mirador, desde el cual hay una vista de 360° de Montevideo.

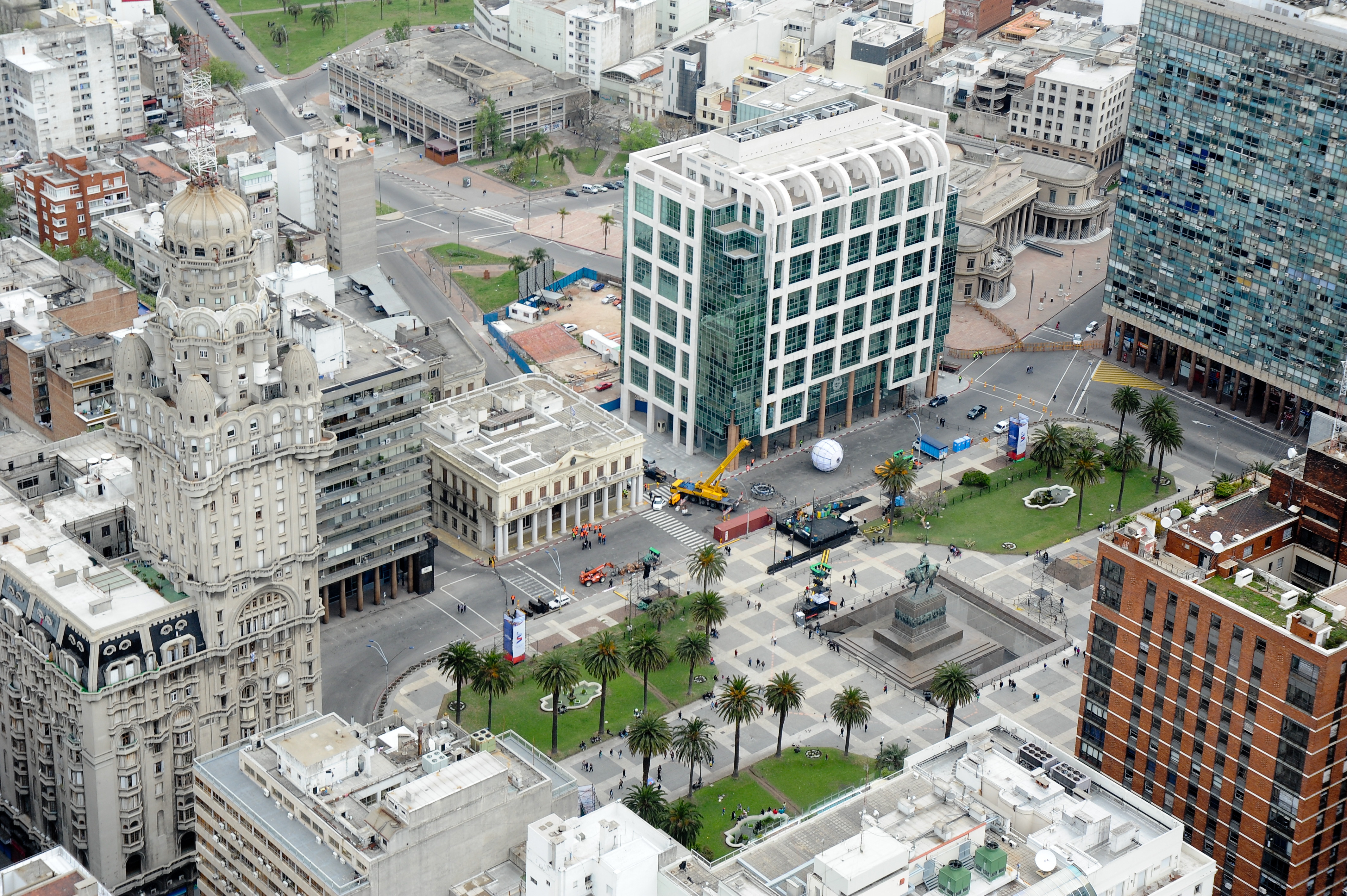
Vista aérea del palacio y la plaza de la independencia en 2018.

El 28 de abril de 2017 se inauguró sobre la cúpula del edificio una luminaria nombrada "Gran Salvo", parte de un proyecto arquitectónico, tecnológico, cultural, artístico e innovador que tiene como objetivo devolverle esa esencia de esplendor que supo este emblema de la ciudad el día de su inauguración. A esto se le suman una serie obras que se vienen realizando como: 
El 13 de julio de 2017 se llevó a cabo la inauguración de las obras de reinstalación de los portones originales en el pasaje que une la plaza Independencia con la calle Andes, parte del plan de recuperación del edificio que incluye arreglos en la fachada y la restauración del gran vitral.

### Gemelo en Buenos Aires

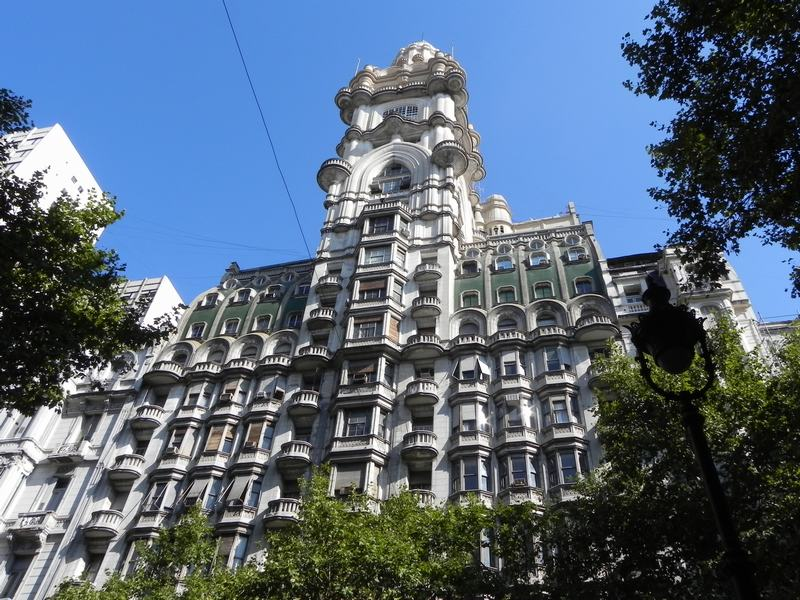
Palacio Barolo en Buenos Aires (Argentina)

En la ciudad de Buenos Aires (Argentina) el mismo arquitecto construyó algunos años antes un edificio muy similar con 5 metros menos de altura y con 5 plantas menos que el Salvo, el palacio Barolo que es emblemático de la avenida de Mayo, del mismo estilo arquitectónico difícil de encasillar en una corriente en particular. Ambos edificios se inspiran en la Divina comedia de Dante Alighieri, pero solo el palacio Barolo de Buenos Aires fue concebido bajo la idea de albergar los restos mortales del autor de la célebre obra. 
La idea original del inmigrante italiano Mario Palanti, arquitecto de ambos edificios, era unir las dos ciudades con un "puente de luz" sobre el Río de la Plata desde los faros ubicados en las cúpulas de ambos edificios como señal de bienvenida a la región del Plata. Finalmente por error de cálculos, las luces de ambos faros jamás pudieron encontrarse.

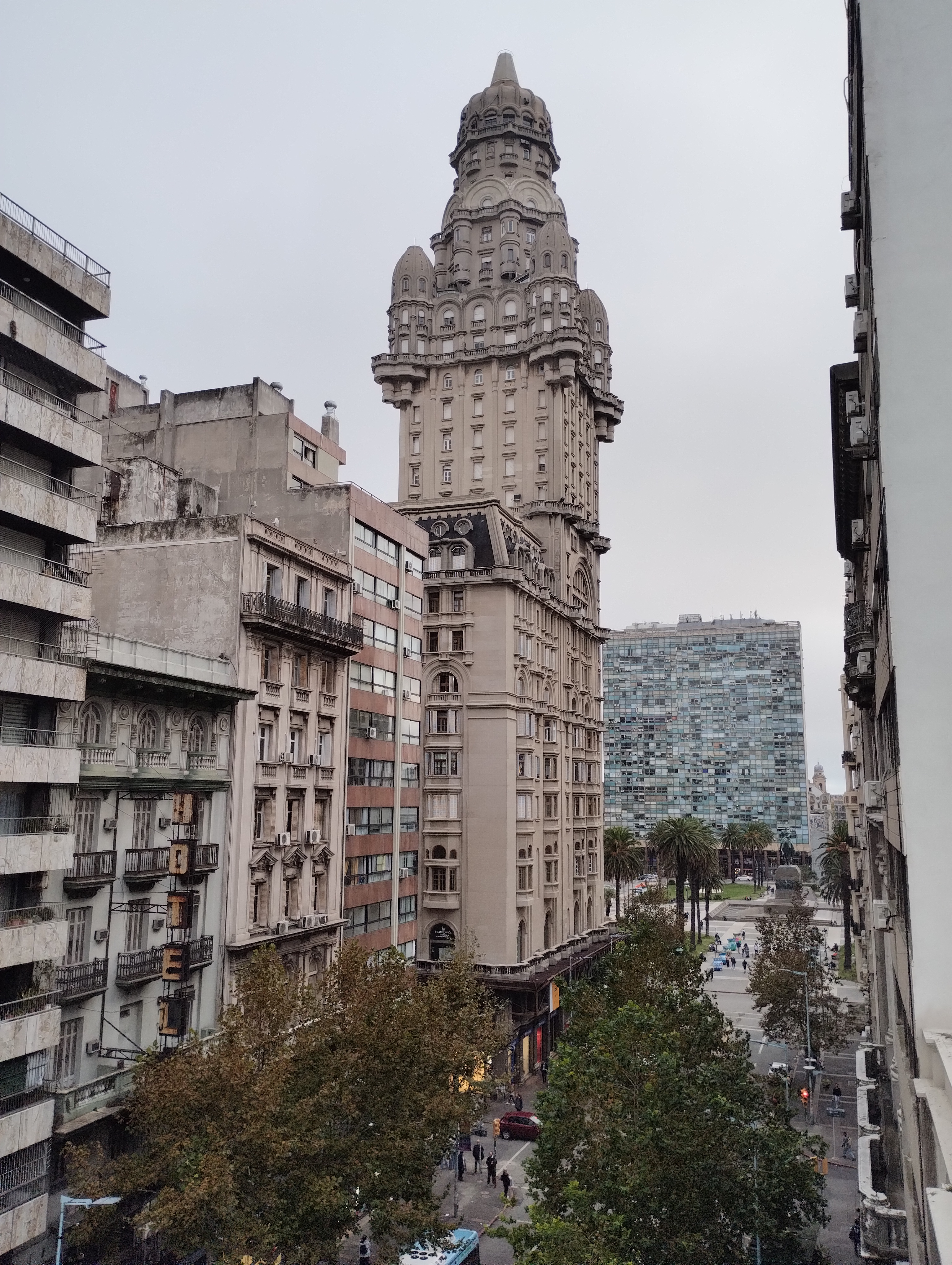
Vista del Palacio Salvo hacia Plaza Independencia en Montevideo.

## En la cultura popular
- La canción "The Tower of Montevideo", incluida en el álbum The Nearer the Fountain, More Pure the Stream Flows de Damon Albarn lanzado en 2021, está inspirada en este edificio. El mismo también aparece como portada del sencillo Heavy Seas of Love del mismo artista.

## Galería

El palacio en 1938
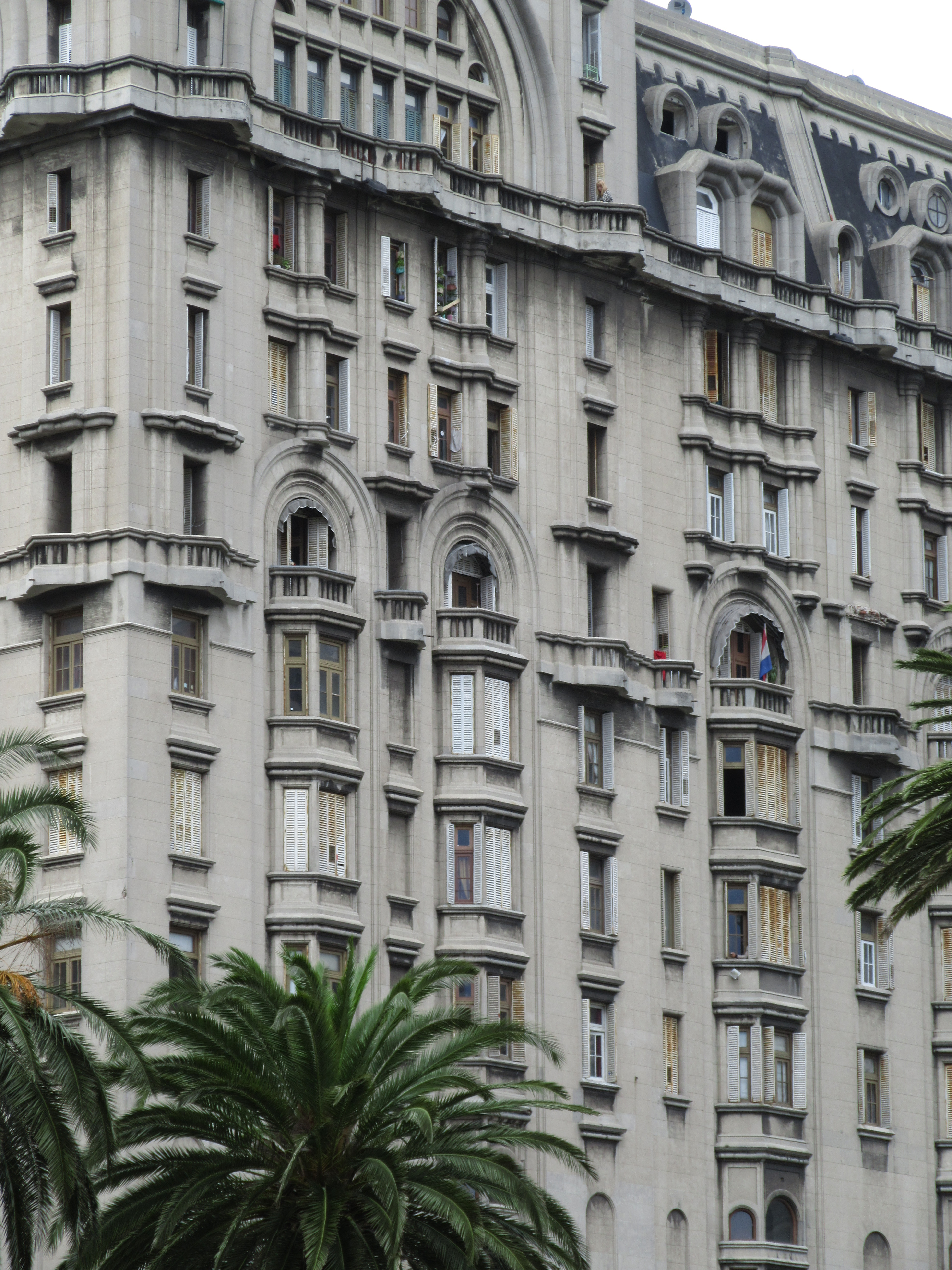
Fachada hacia la Plaza Independencia
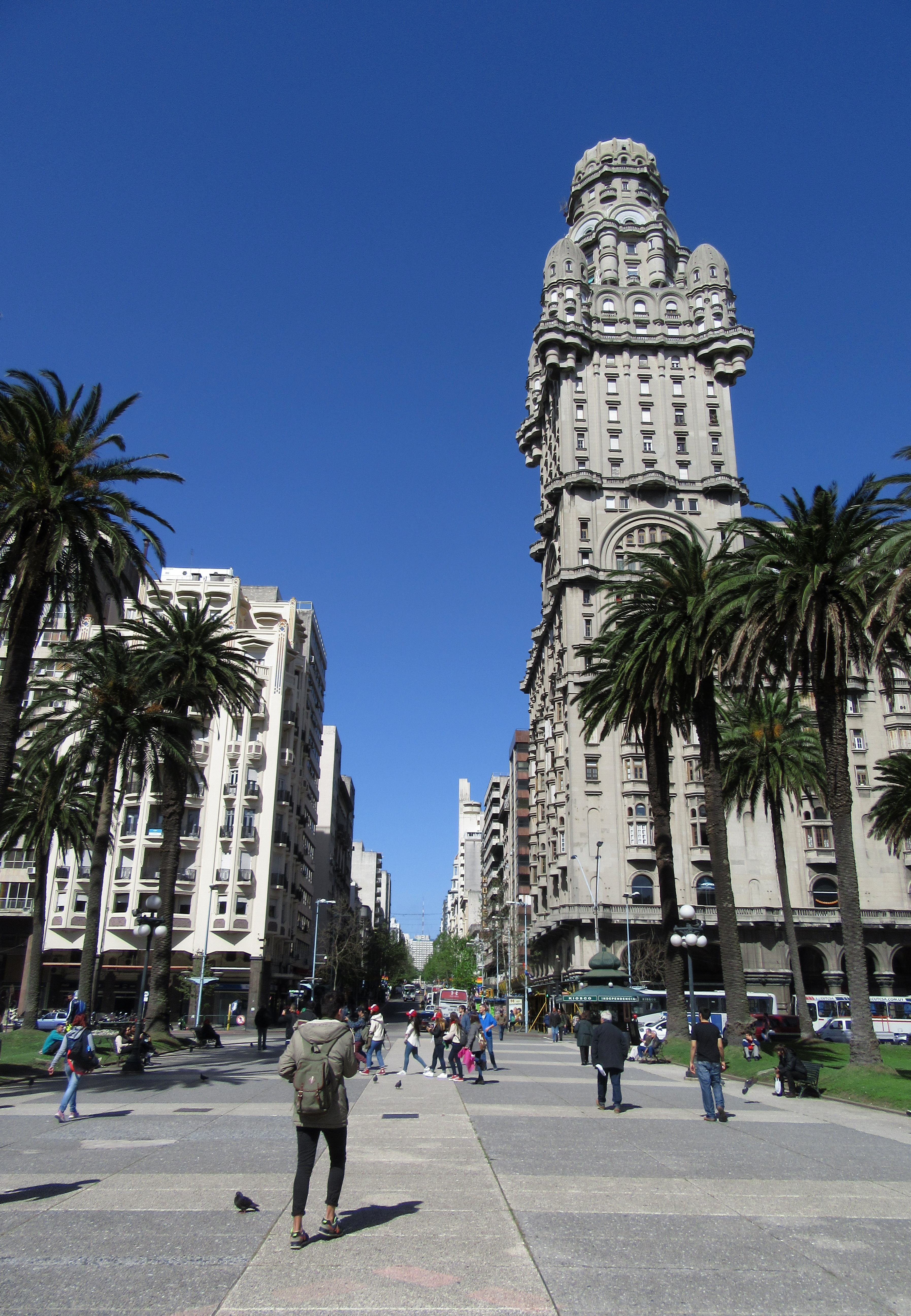
Vista desde la Plaza Independencia
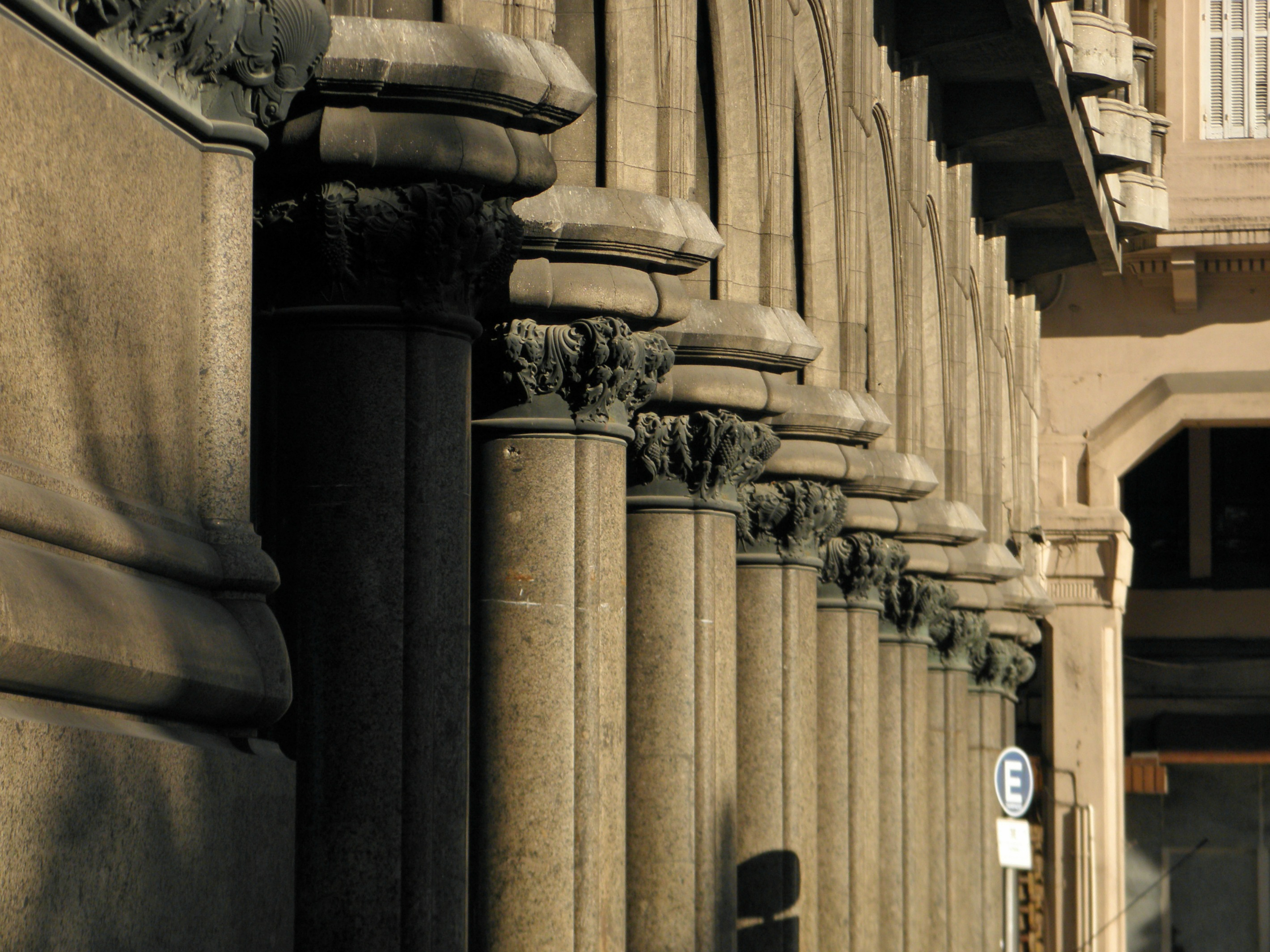
Detalle de las columnas al atardecer
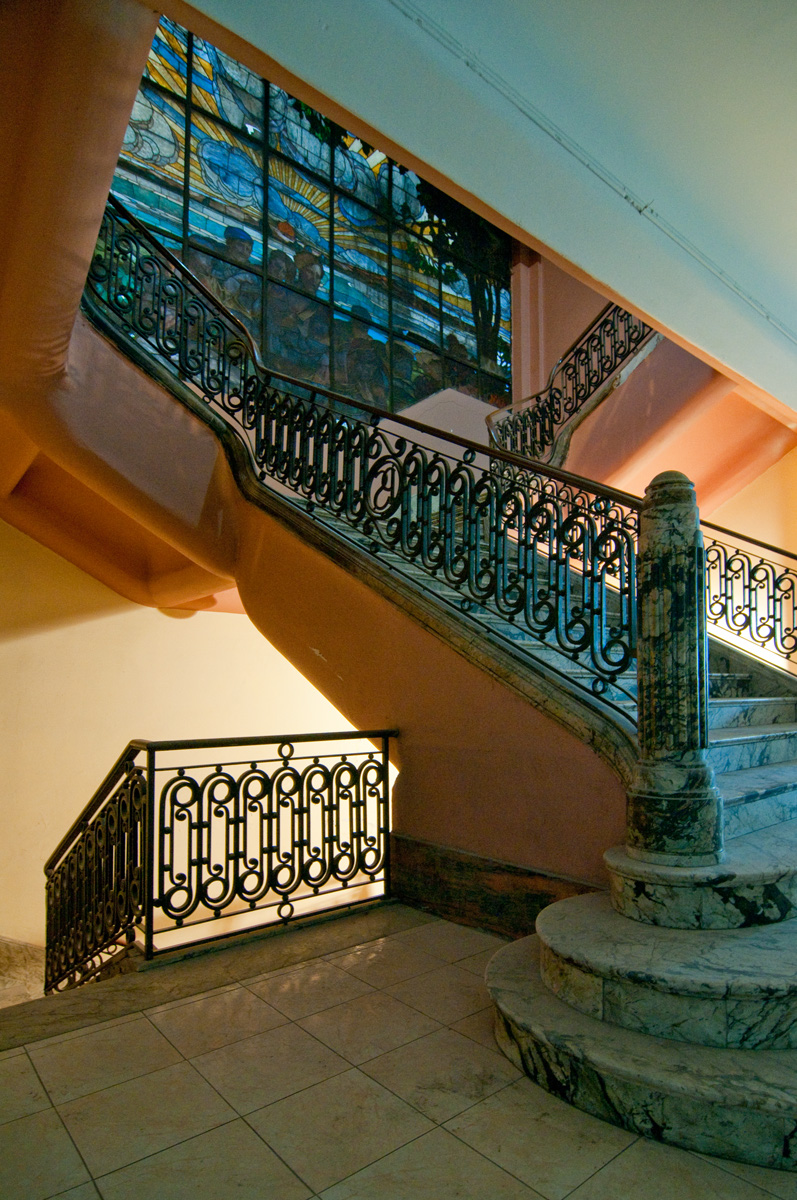
Escaleras
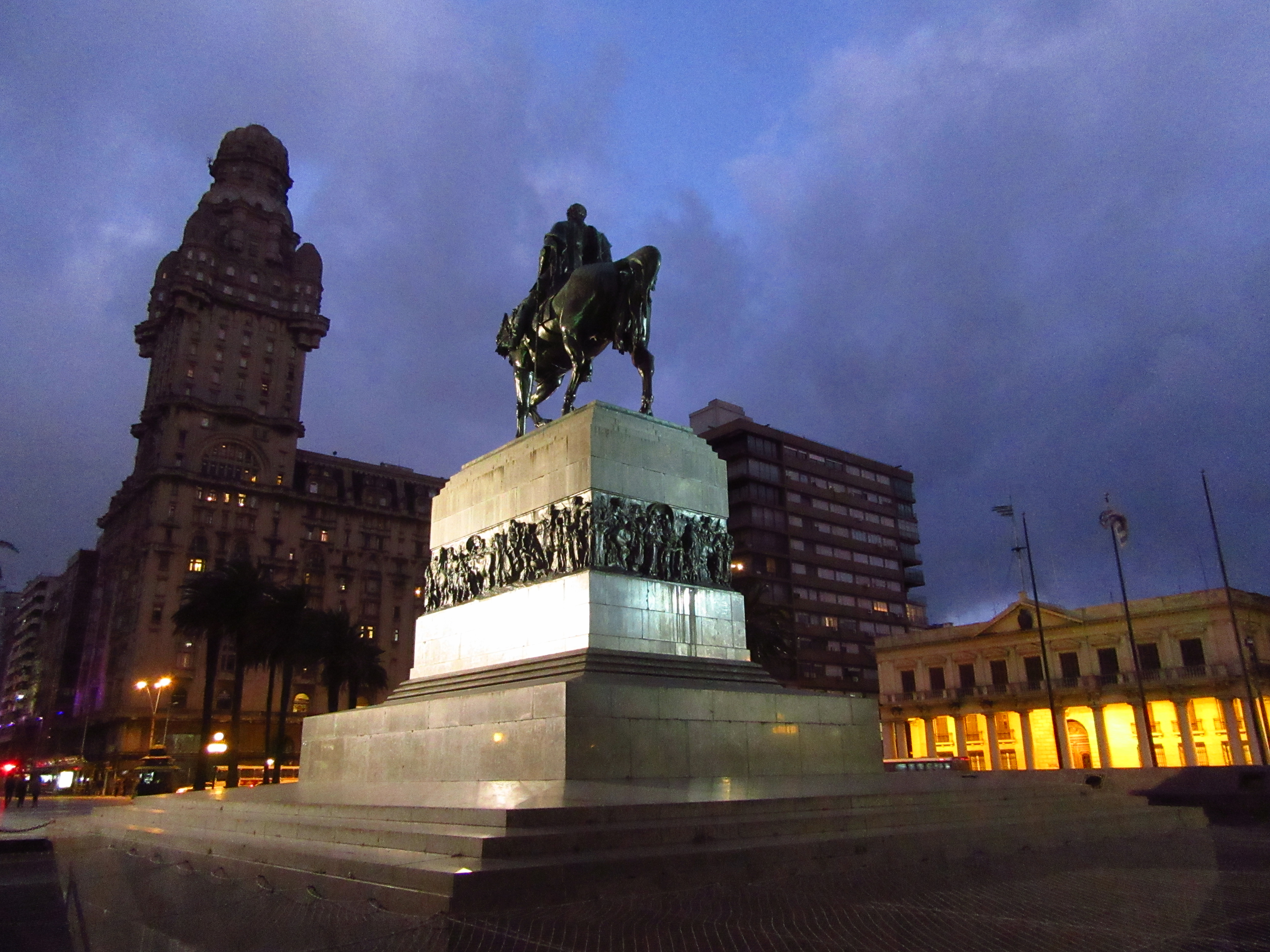
El palacio de noche